# Hartmut Dresia
Hartmut Dresia (* 6. Februar 1954 in Duisburg) ist ein deutscher Politiker und ehemaliger Landtagsabgeordneter der (CDU).
Vom 1. Dezember 1989 bis zum 30. Mai 1990 war Dreisa, der von Beruf Kaufmann war, Mitglied des Landtags des Landes Nordrhein-Westfalen. Er ist in der zehnten Wahlperiode über die Reserveliste seiner Partei nachgerückt. Zeitweise war er Mitglied im Stadtrat der Stadt Duisburg.